# Шиннерс, Ллойд
Ллойд Хе́рберт Ши́ннерс (англ. Lloyd Herbert Shinners; 1918—1971) — американский ботаник.

## Биография
Родился 22 сентября 1918 года в деревне Блюскай на севере Альберты. В 1913 году семья Ллойда, переехавшая в Альберту в 1907 году, вернулась в Висконсин. Учился в школе в Милуоки, затем — в Висконсинском университете в Мэдисоне, который окончил в 1940 году. В 1943 году защитил диссертацию доктора философии под руководством Нормана Картера Фэссета, в которой рассматривал злаковую флору Висконсина.
В 1945 году Шиннерс переехал в Даллас, став сотрудником Южного методистского университета. Вскоре он был назначен директором университетского гербария, в 1960 году стал профессором. Под его руководством гербарий университета стал крупнейшим гербарием юга США.
В 1962 году основал ботанический журнал SIDA, работал его главным редактором до своей смерти.
Наиболее значительная работа Шиннерса — «Весенняя флора района Даллас — Форт-Уэрт (Техас)» (Spring Flora of the Dallas-Fort Worth Area, Texas), изданная в 1958 году.
Скончался 16 февраля 1971 года в Далласе. Похоронен в городе Сидарберг в Висконсине.

## Некоторые научные публикации
- Shinners L. The genus Aster in Wisconsin (англ.) // American Midland Naturalist[англ.]. — University of Notre Dame, 1941. — Vol. 26(2). — P. 398—420.
- Shinners L. The Grasses of Wisconsin. — 1943. — 68 p.
- Shinners L. Revision of the genus Aphanostephus DC. // Wrightia. — 1946. — Vol. 1(2). — P. 95—121.
- Shinners L. Revision of the genus Krigia Schreber // Wrightia. — 1947. — Vol. 1(3). — P. 187—206.
- Shinners L. Spring Flora of the Dallas-Fort Worth Area, Texas. — 1958. — 514 p.

## Роды растений, названные именем Л. Шиннерса
- Shinnersia R.M.King & H.Rob., 1970
- Shinnersoseris Tomb, 1973